# Flavio (cantante)
Flavio Augusto Fernández Nicolás (Murcia, Región de Murcia; 30 de junio de 2000), más conocido como Flavio, es un cantante, compositor, productor y pianista español. Se dio a conocer al participar en la undécima edición del concurso de talentos de Televisión Española, Operación Triunfo, quedando en segunda posición.  
Su primer álbum de estudio homónimo, Flavio, fue publicado el 9 de julio de 2021, incluyendo su sencillo debut con Warner Music Spain, «Yo con Yo Mismo», así como nueve temas adicionales. El álbum alcanzó el puesto número dos de la lista de ventas oficial española.

## Biografía
Flavio Fernández nació el 30 de junio de 2000 en la ciudad de Murcia, España. Sus padres, José Augusto Fernández y Dolores Nicolás, lo motivaron a seguir los pasos musicales de sus abuelos, inscribiéndolo en un coro infantil, con su hermana mayor Beatriz. Años después descubrió su pasión musical por el piano. Luego de doce años de formación musical, se encuentra estudiando en el Conservatorio Superior de Música de Murcia, compaginando sus estudios profesionales con su carrera musical.

## Carrera musical

### Inicios y exposición musical
Cursando sus estudios de piano en el Conservatorio Superior de Música de Murcia tomó interés por aprender de manera autodidacta a tocar la guitarra y la trompeta. Durante el 2019 comienza a subir versiones de temas reconocidos a sus redes sociales, llamando la atención de los usuarios por su peculiar tono de voz. El 28 de junio de 2019 el canal de YouTube de Operación Triunfo anuncia su participación en un festival organizado por Televisión Española y Gestmusic, denominado OTFest, siendo elegido por su interpretación del tema «La Llorona». Finalmente, debuta como cantante en dicho festival, el 18 de julio de 2019.

### 2020:Operación Triunfoy debut conCalma
En 2019, Flavio audicionó para la undécima edición de Operación Triunfo, logrando pasar el proceso de castings y siendo uno de los concursantes seleccionados por el jurado para entrar directamente al concurso en la gala cero del programa, dada su interpretación del tema «Your Man» de Josh Turner. Flavio alcanzó reconocimiento dado su paso por este programa, siendo favorito en la gala dos por su interpretación de «Copenhague» de Vetusta Morla. Luego de diez galas transcurridas, el programa tomó una pausa dada la crisis sanitaria generada por la pandemia de enfermedad por coronavirus de 2020. 
En la gala semifinal de la edición, Flavio interpretó los temas «Vi» de Pablo López y «Hey! Baby» de Bruce Channel y, con un 36% de votos del público, se convirtió en el último finalista de la edición. Como finalista, defendió el tema «Death of a Bachelor» de Panic! at the Disco, así como su sencillo debut «Calma». Finalmente, se posicionó en la segunda posición, con un 32% de los votos de la audiencia.
Finalizado el programa, Flavio se embarcó en una pequeña gira de conciertos con sus compañeros de edición, realizados en el WiZink Center de Madrid, ciudad a la cual se mudaría posteriormente.
Estando dentro del concurso de Operación Triunfo, Flavio lanzó su sencillo debut «Calma», bajo el sello discográfico de Televisión Española y Gestmusic. El tema recibió un buen recibimiento del público, destacando su incursión en estilos urbanos, con un toque jazz. Contó con la producción musical de Nacho Mañó, conocido por haber formado parte del grupo Presuntos Implicados. El álbum recopilatorio de sus canciones por el concurso, Flavio. Sus canciones, debutó en el puesto 6 en las listas de ventas oficiales de España.

### 2020 - 2021:Yo con Yo Mismo, comienzos discográficos y debut literario
Luego de su paso exitoso por Operación Triunfo y el buen recibimiento comercial de Calma, el 2 de junio de 2020, se informa que Flavio firmaría un contrato discográfico con Warner Music Spain y la agencia de representación Get In Music.
El 2 de septiembre de 2020, lanza su primer sencillo como artista de Warner Music Spain, titulado «Yo con Yo Mismo». Dicho tema es una balada a piano, compuesta por el cantante mientras se encontraba dentro del programa de televisión Operación Triunfo. El sencillo logró entrar a diversas listas de popularidad y ventas en España y Latinoamérica, alcanzando el número 1 en ventas en todas las plataformas musicales y acumulando más de trescientos mil reproducciones en YouTube durante su día de estreno. La canción debutó con más de cien mil escuchas en Spotify, convirtiéndolo en el mejor debut para un concursante de Operación Triunfo 2020, una vez terminado el concurso. Dicho tema también daría título a su primer poemario, «Yo con Yo Mismo», publicado el 12 de febrero de 2021, bajo la editorial Bruguera. El libro es considerado un diario, narrando sus comienzos musicales, su pasión por el piano y sus experiencias vividas en Operación Triunfo.
Su trabajo discográfico continuó con el lanzamiento de dos sencillos más durante el 2020: «Ya», en colaboración con Daniel Sabater, y «Dejarse Llevar». De forma simultánea con «Dejarse Llevar», estrena el sencillo promocional «Cuando Haya Terminado Todo», una canción dedicada a las festividades navideñas y al efecto que tendría la pandemia de enfermedad por coronavirus de 2020 en la celebración de las mismas. Todos los sencillos fueron acompañados de sus respectivos videoclips y lograron alcanzar las posiciones máximas en las plataformas digitales en España y diversos países de Latinoamérica.

### 2021:Flavioy otros proyectos
A principios del 2021, lanza el sencillo «Sobran las palabras», tema que logró posicionarse dentro de los listados oficiales de ventas digitales en España. Como último adelanto de su álbum debut, estrena «Los de arriba», un tema con crítica social a las fuertes desigualdades económicas y las consecuencias que suponen. Para promocionar sus sencillos y disco debut, Flavio se embarcó en la gira Flavio. Sobran las palabras, comenzando el 19 de junio de 2021 en Madrid. 
En abril de 2021, se confirma que Flavio forma parte de la grabación del episodio piloto para la serie española Ni p*** idea de música, rodada en Valencia y dirigida por Luis Canet, contando con la participación de Roi Méndez, Lucía Ramos y Samantha Gilabert.
El 5 de junio de 2021, Flavio anuncia, por medio de sus redes sociales, el lanzamiento de Flavio, su primer álbum de estudio homónimo. Da a conocer la portada, la fecha de lanzamiento y el tracklist del disco, el cual incluye los cinco sencillos anteriormente publicados bajo la discográfica Warner Music Spain. Flavio fue publicado el 9 de julio de 2021, siendo promocionado de manera simultánea con un sexto y último sencillo, titulado «Mi otra mitad», tema que debutó en el puesto 14 en los listados de ventas digitales en España, con solo dos días de contabilización en las plataformas musicales. El disco alcanzó el segundo puesto en la lista de ventas oficial española, siendo la mejor entrada de la semana en el listado. De igual forma, alcanzó el primer puesto en los listados de ventas de discos físicos.

### 2022 - presente:Quiero que seas felizy segundo disco de estudio
El 3 de enero del 2022, Flavio anuncia en sus redes sociales el lanzamiento del que podría ser el sencillo líder de su segundo disco de estudio, titulado «Quiero que seas feliz». Flavio comentó que una de las características que buscaba, junto a su equipo de trabajo, para diferenciar al proyecto del anterior disco, era buscar más sonoridad en los temas, con un instrumental más orgánico. De manera simultánea al desarrollo de su próximo disco, recibió diversas nominaciones por su proyecto anterior Flavio, siendo galardonado en los Premios de la Música en la Región de Murcia, así como llevándose una nominación en los Premios Odeón.
2025 - Nueva etapa musical
Después de casi dos años de pausa, el cantante regresa al panorama musical con una nueva canción que promete tocar los corazones de todos sus seguidores. A sus 24 años, Flavio ha experimentado una evolución tanto artística como personal, y su regreso viene con "Punto y Aparte", un tema cargado de emoción que habla sobre esos momentos en los que, a pesar del dolor, es necesario soltar y dejar ir para poder seguir adelante.
La canción, compuesta por Flavio y producida por Go & Jo (Gorka Prieto y Jordi Navarro), transmite la profunda reflexión de que, en algunas ocasiones, las despedidas son inevitables, y que poner "punto y aparte" no significa empezar de nuevo, sino simplemente avanzar y cerrar ciclos de manera adecuada. Tal como expresa el propio Flavio, "a veces, soltar, dejar ir, es una forma de amar, por mucho que pueda llegar a doler. Esta canción habla de esos momentos en los que todo parece derrumbarse, donde las despedidas se vuelven inevitables".
El tema va acompañado de un video grabado con sonido en directo, que refuerza la sensación de intimidad y vulnerabilidad que Flavio desea transmitir. La mezcla de la voz cruda de Flavio y la atmósfera en vivo del video proporcionan una experiencia auténtica, que conecta profundamente con la esencia de la canción.
"Poner punto y aparte no es empezar de nuevo, es seguir avanzando" , un mensaje que encapsula la propuesta de Flavio en esta canción, mostrando su capacidad para evolucionar musicalmente sin perder su esencia. Este sencillo marca el inicio de un nuevo proyecto musical de Flavio que no dejará indiferente a nadie. Con un sonido renovado y una lírica más madura, el cantante muestra una vez más su capacidad para conectar con su audiencia a través de canciones sinceras y profundamente personales.
"Punto y Aparte" ya está disponible en todas las plataformas digitales, y se perfila como una de las canciones más personales y cercanas de su carrera. Con esta nueva propuesta, Flavio continúa su camino de crecimiento y madurez artística.
También ha sacado ya su segundo tema del nuevo proyecto llamado “Siento mucho más”, disponible en todas las plataformas digitales, con una composición y producción propia del cantante, siendo este el primer tema que saca a la luz producido por el mismo. Actualmente sigue trabajando en su nuevo proyecto, sacando canciones que irán recogidas en un disco que aún no tiene fecha. 

## Discografía

### Álbumes de estudio
| Año  | Título | Detalles                                                                      | Sello discográfico | Posición |
| Año  | Título | Detalles                                                                      | Sello discográfico | ESP      |
| ---- | ------ | ----------------------------------------------------------------------------- | ------------------ | -------- |
| 2021 | Flavio | - Lanzamiento: 9 de julio de 2021 - Formatos: CD, descarga digital, streaming | Warner Music Spain | 2        |

### Álbumes compilatorios
| Año  | Título                | Detalles                                                            | Sello discográfico          | Posición |
| Año  | Título                | Detalles                                                            | Sello discográfico          | ESP      |
| ---- | --------------------- | ------------------------------------------------------------------- | --------------------------- | -------- |
| 2020 | Flavio. Sus canciones | - Lanzamiento: 31 de julio de 2020 - Formatos: CD, descarga digital | Sony Music Spain, Gestmusic | 6        |

### Sencillos
| Título                    | Año  | Álbum  | Sello discográfico   |
| ------------------------- | ---- | ------ | -------------------- |
| Calma                     | 2020 |        | Colinas Music SL     |
| Yo con yo mismo           | 2020 | Flavio | - Warner Music Spain |
| Ya (feat. Daniel Sabater) | 2020 | Flavio | - Warner Music Spain |
| Dejarse llevar            | 2020 | Flavio | - Warner Music Spain |
| Sobran las palabras       | 2021 | Flavio | - Warner Music Spain |
| Los de arriba             | 2021 | Flavio | - Warner Music Spain |
| Mi otra mitad             | 2021 | Flavio | - Warner Music Spain |
| Piel con piel             | 2021 | Flavio | - Warner Music Spain |
| Mis amigos                | 2021 | Flavio | - Warner Music Spain |
| Por eso                   | 2021 | Flavio | - Warner Music Spain |
| Caballo ganador           | 2021 | Flavio | - Warner Music Spain |
| Quiero que seas feliz     | 2022 |        | - Warner Music Spain |
| Por y para mí             | 2022 |        | - Warner Music Spain |
| Si estoy contigo          | 2022 |        | - Warner Music Spain |
| Bajo Cero                 | 2022 |        | - Warner Music Spain |
| Otro baile más            | 2023 |        | - Warner Music Spain |
| Punto y aparte            | 2025 |        | Warner Music Spain   |
| Siento mucho más          | 2025 |        | Warner Music Spain   |

### Sencillos promocionales
- Cuando Haya Terminado Todo (2020)

## Filmografía
Programas de televisión
| Año       | Programa          | Cadena | Función          | Datos             |
| --------- | ----------------- | ------ | ---------------- | ----------------- |
| 2020      | Operación Triunfo | La 1   | Concursante      | Segundo finalista |
| 2020      | Telepasión 2020   | La 1   | Artista invitado | Actuación         |
| 2020-2021 | ¡Feliz 2021!      | La 1   | Artista invitado | Actuación         |
| 2021      | Duel de Veus      | À Punt | Jurado           | Gala semifinal    |

## Premios y nominaciones
| Año  | Trabajo nominado | Premio                                      | Categoría                    | Resultado |
| ---- | ---------------- | ------------------------------------------- | ---------------------------- | --------- |
| 2020 | Él mismo         | Gente de Murcia                             | Murciano del año             | Ganador   |
| 2021 | Él mismo         | Kids' Choice Awards                         | Artista español favorito     | Nominado  |
| 2022 | Flavio           | Premios de la Música en la Región de Murcia | Mejor álbum de pop           | Ganador   |
| 2022 | Él mismo         | Premios Odeón                               | Artista Odeón Revelación Pop | Nominado  |

## Obras
- Yo con yo mismo. Editorial Bruguera, S.A. 2021. ISBN 9788402425072.[24]